# Sodio (sous-marin)
Le Sodio est un sous-marin de la classe Tritone série II, lancé pour la Regia Marina pendant la Seconde Guerre mondiale, mais jamais mis en service.

## Caractéristiques
Les sous-marins de la classe Tritone série II est une version améliorée et agrandie de la série I, elle-même conçue comme des versions améliorées de la précédente classe Argo. Ils ont déplacé 928 tonnes en surface et 1 131 tonnes en immersion. Les sous-marins mesuraient 64,19 mètres de long, avaient une largeur de 6,98 mètres et un tirant d'eau de 4,87 mètres.
Pour la navigation de surface, les sous-marins étaient propulsés par deux moteurs diesel Fiat de 1 200 chevaux (895 kW), chacun entraînant un arbre d'hélice. En immersion, chaque hélice était entraînée par un moteur électrique CRDA de 400 chevaux-vapeur (298 kW). Ils pouvaient atteindre 16 nœuds (30 km/h) en surface et 8 nœuds (15 km/h) sous l'eau. En surface, la classe Tritone avait une portée de 5 400 milles nautiques (10 000 km) à 8 noeuds (15 km/h), en immersion, elle avait une portée de 80 milles nautiques (150 km) à 4 noeuds (7,4 km/h).
Les sous-marins étaient armés de six tubes torpilles internes de 53,3 cm, quatre à l'avant et deux à l'arrière. Une recharge était arrimée pour chaque tube, ce qui leur donnait un total de douze torpilles. Ils étaient également armés d'un canon de pont de 100/47 mm et de deux canons anti-aériens de 20/65 mm pour le combat en surface.

## Construction et mise en service
Le Sodio  est construit par le chantier naval Cantieri Riuniti dell'Adriatico (CRDA) de Monfalcone en Italie, et mis sur cale le 3 mai 1943. Il est lancé le 16 mars 1944. Il se sera jamais mis en service.

## Historique
A l'annonce de l'armistice du 8 septembre (Armistice de Cassibile), le Sodio  est encore en construction sur le chantier de Monfalcone.
Capturé par les Allemands, il est rebaptisé UIT-9; la construction se poursuit, très lentement en raison du manque de matériaux.
Ce n'est que le 16 mars 1944 qu'il a pu être lancé.
Le 16 mars 1945, le UIT-9, qui n'est pas encore opérationnel, est touché lors d'un raid aérien allié et coule, ainsi que son navire-jumeau (sister ships) Litio (UIT-8), dans le port de Monfalcone.